# Estación de Vevey
La estación de Vevey es la principal estación ferroviaria de la comuna suiza de Vevey, en el Cantón de Vaud.

## Historia y situación
La estación de Vevey fue inaugurada en el año 1861 con la puesta en servicio del tramo Lausana - Villeneuve de la línea Lausana - Brig, más conocida como la línea del Simplon. En 1904 se inauguró la línea que une a Vevey con la estación de Puidoux-Chexbres (Perteneciente a la línea Lausana - Berna). Además, de la estación también parte un ferrocarril de vía métrica hasta Blonay y Les Pléiades, construido por la compañía CEV (Compagnie des chemins de fer électriques veveysans). Fue inaugurado en el año 1902, siendo prolongado en 1911 hasta Les Pléiades. Es operado por MVR (Transports Montreux-Vevey-Riviera).
Se encuentra ubicada en el centro del núcleo urbano de Vevey, cuenta con tres andenes, dos centrales y otro lateral, a los que acceden cinco vías pasantes, tres de ancho internacional (1435 mm), y dos de ancho métrico (1000 mm) a las que hay que añadir otra vía pasante de ancho internacional y vías de apartado de los dos anchos.
En términos ferroviarios, la estación se sitúa en la línea Lausana - Brig, y es el inicio de la línea Vevey - Puidoux-Chexbres. Sus dependencias ferroviarias colaterales son la estación de Saint-Saphorin hacia Lausana, la estación de Vevey-Funi hacia Puidoux-Chexbres y la estación de La Tour-de-Peilz en dirección Brig.

## Servicios ferroviarios
Los servicios ferroviarios de esta estación están prestados por SBB-CFF-FFS y por MVR:

### Larga distancia
- IR Ginebra-Aeropuerto - Ginebra-Cornavin - Nyon - Morges - Lausana - Vevey - Montreux - Aigle - Bex - San Mauricio - Martigny - Sion - Sierre - Leuk - Visp - Brig.

### Regional
- RE Lausana - Vevey - Montreux - Villeneuve - Aigle - Bex - San Mauricio. Solo opera en horas punta.
- RE Ginebra-Aeropuerto - Ginebra-Cornavin - Coppet - Nyon - Morges - Lausana - Vevey.
- R Lausana - San Mauricio. Solo un tren por sentido en día laborables. Realiza un mayor número de paradas que el RegioExpress que cubre el mismo trayecto
- R Vevey - Blonay - Les Pléiades.

### RER Vaud
La estación forma parte de la red de trenes de cercanías RER Vaud, que se caracteriza por trenes de alta frecuencia que conectan las principales ciudades y comunas del cantón de Vaud. Por ella pasan tres líneas de la red:
- S 1 Yverdon-les-Bains - Lausana - Vevey - Montreux - Villeneuve.
- S 3 Allaman - Morges - Lausana - Vevey - Montreux - Villeneuve.
- S 31 Vevey - Chexbres-Village - Puidoux-Chexbres.